# Grzegorz Kwiatkowski
Grzegorz Kwiatkowski (ur. 1984) – polski poeta oraz gitarzysta i wokalista Trupy Trupa.

## Życiorys
Zadebiutował w 2008 roku zbiorem wierszy pt. Przeprawa. Później wydał Eine Kleine Todesmusik (2009), Osłabić (2010), Radości (2013), Spalanie (2015) oraz dwujęzyczny polsko-angielski zbiór Powinni się nie urodzić (2011).
Autor słów do spektaklu Duety nieistniejące Teatru Dada von Bzdülöw i Mikołaja Trzaski (2011). Współautor adaptacji libretta opery „Madame Curie” Elżbiety Sikory.
Jest współzałożycielem, gitarzystą, tekściarzem i wokalistą zespołu Trupa Trupa.
Dwukrotnie zgłoszony do Paszportów Polityki (2009, 2010). Czterokrotnie nominowany przez Gazetę Wyborczą do nagrody Sztorm Roku (2008, 2009, 2010, 2011).
W 2010 roku razem z Maciejem Salamonem i Maciejem Chodzińskim stworzył instalacje wizualne „Powinni się nie urodzić” oraz w 2012 roku „Niech żyją nam / Nie żyją nam”.
Tłumaczony na język angielski oraz niemiecki.

## Publikacje
Publikował m.in. w Tygodniku Powszechnym, Gazecie Wyborczej, Dzienniku, Odrze, Zeszytach Poetyckich, Zeszytach Literackich, Midraszu, Lampie, Dwutygodniku, FA-arcie, Kwartalniku Artystycznym.

## Twórczość
- Przeprawa, Zeszyty Poetyckie, Gniezno 2008[5]
- Eine Kleine Todesmusik, Mamiko, Nowa Ruda 2009[6]
- Osłabić, Mamiko, Nowa Ruda 2010[7]
- Powinni się nie urodzić / Should not have been born, OFF Press 2011.
- Radości, Biuro Literackie, Wrocław 2013[8]
- Spalanie, Biuro Literackie, Wrocław 2015[9]
- Sową, Biuro Literackie Stronie Śląskie 2017[10]
- Karl-Heinz M., Biuro Literackie, Stronie Śląskie 2019

### Nagrody i stypendia
- Laureat Nagrody Miasta Gdańska dla Młodych Twórców w Dziedzinie Kultury (2009)[11]
- Laureat Nagrody Miasta Gdańska w Dziedzinie Kultury „Splendor Gedanensis” (2010 i 2015 wraz z zespołem Trupa Trupa)[12]
- Laureat Nagrody Artystycznej Gdańskiego Towarzystwa Przyjaciół Sztuki[13] (2011);
- Laureat Nagrody Sztorm Roku 2012[14]
- Stypendysta Fundacji Grazella[15] (2009);
- Trzykrotny Stypendysta Miasta Gdańska[16][17] (2010, 2014, 2016);
- Stypendysta Marszałka Województwa Pomorskiego[16][18] (2011, 2014).
- Stypendysta Ministra Kultury (2012)
- Stypendysta Programu „Młoda Polska” (2013)[19]
- Nominowany do Nagrody Aktivista w kategorii Artysta Roku (2014, za płytę „++”)[16]
- Trzykrotny laureat nagrody Gazety Wyborczej Sztorm Roku (2012 za płytę „LP”, 2014 za literaturę i płytę „++”)
- Laureat Nagrody Specjalnej Marszałka Województwa Pomorskiego (2013)[16]

Laureat ogólnopolskich nagród poetyckich (m.in. Władysława Broniewskiego, Witolda Gombrowicza, Złoty Środek Poezji).